# Zygomaturinae
Zygomaturinae — вимерла підродина сумчастих. Філогенія та систематика цієї клади погано вивчені та проблематичні. Наразі вважають, що даний таксон є підродиною в межах Diprotodontidae, а не окремою родиною.